# Kristianstads centralstation

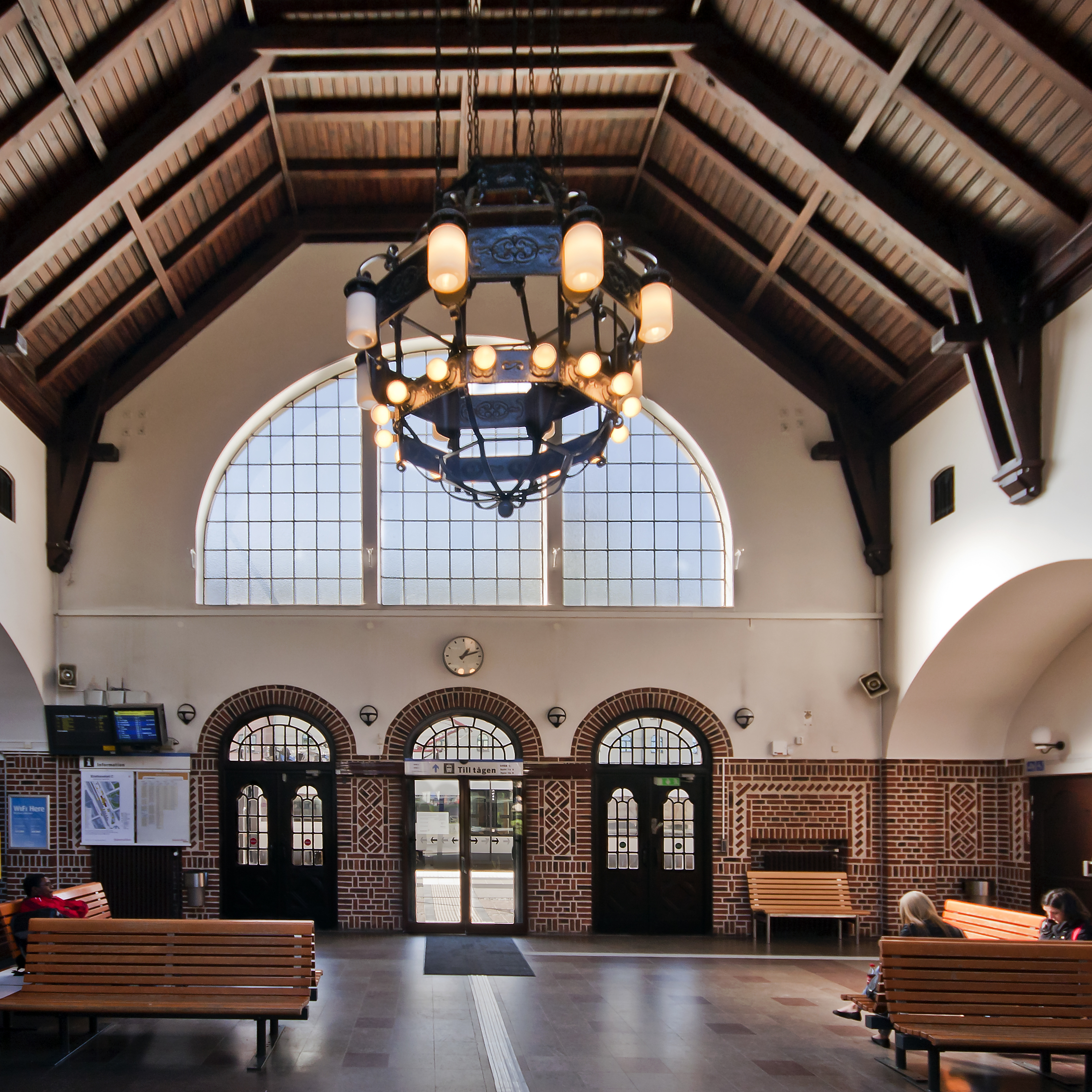
Vänthallen.

Kristianstads centralstation eller Kristianstad C är järnvägsstationen i Kristianstad som invigdes 1865. Arkitekt var Claes A. Adelsköld och byggnaden uppfördes av det privata järnvägsbolaget Christianstad–Hessleholm Jernvägs AB. Det nuvarande utseendet är resultatet av en ombyggnad år 1917 som bland annat tillförde den monumentala entrén och vänthallen efter ritningar av dåvarande stadsarkitekten i Kristianstad Per Lennart Håkanson. Stationsbyggnaden är idag förklarad som byggnadsminne.
Stationen trafikeras av Öresundståg Karlskrona-Köpenhamn, och Pågatågen Kristianstad-Helsingborg, Kristianstad-Karlshamn samt Kristianstad-Hyllie (Malmö)-Trelleborg C. Stationen är en säckstation, vilket innebär att alla tåg som inte har Kristianstad som slutstation måste byta färdriktning här. Detta undantaget godstrafiken till/från Åhus samt godstrafik på Blekinge kustbana som passerar på ett spår norr om stationen utan att behöva byta färdriktning.

## Historik
Stationen invigdes 1865, och fram till ombyggnaden 1917 fanns även en tillhörande banhall i trä. Förbindelse mellan plattformarna skedde genom tunnel fram till 1984, då tunneln fylldes igen. Stationen var under en tid en stor knutpunkt med trafik till och från Åhus, Hörby, Broby, Degeberga, Glimåkra och flera andra orter som numera saknar persontrafik på järnväg.

## Service
I anslutning till vänthallen ligger Skånetrafikens kundcenter, Espresso House, samt toaletter med möjligheter för funktionshindrade. Avsides i huvudbyggnaden ligger även Pressbyrån.

## Byggnadsminnen
Tre av byggnaderna vid stationen är sedan 1986 statliga byggnadsminnen. Utöver stationshuset handlar det om ett lokstall och ett vattentorn, båda uppförda 1913–1916.

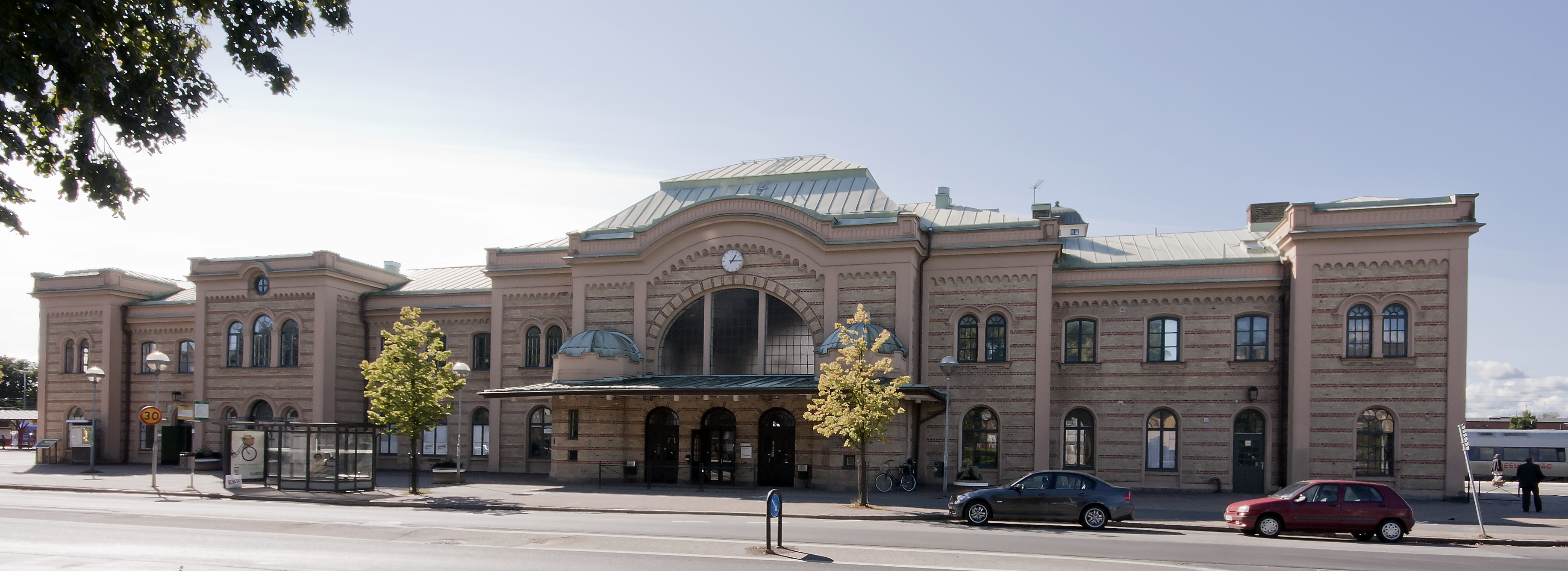
Stationshus.
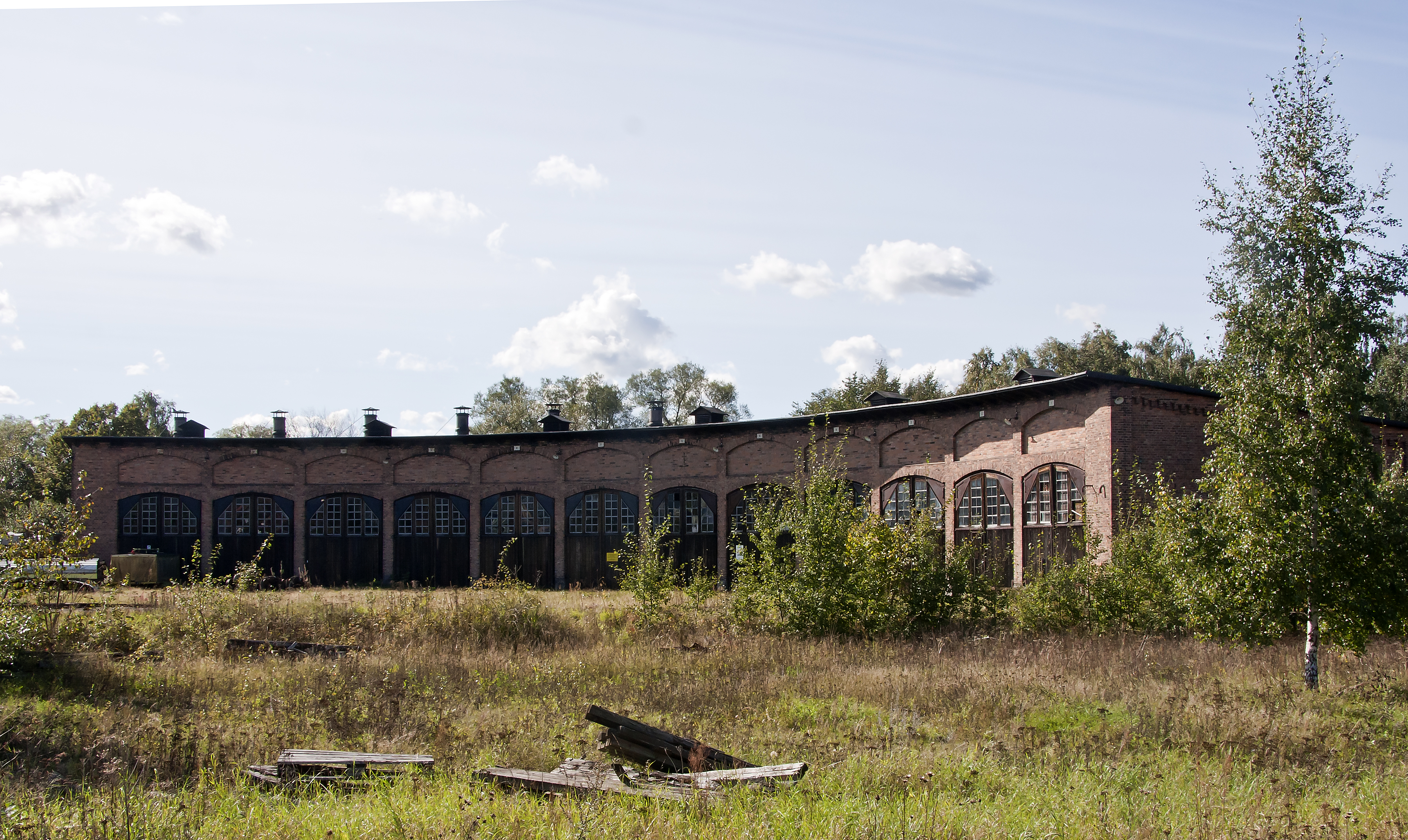
Lokstall.
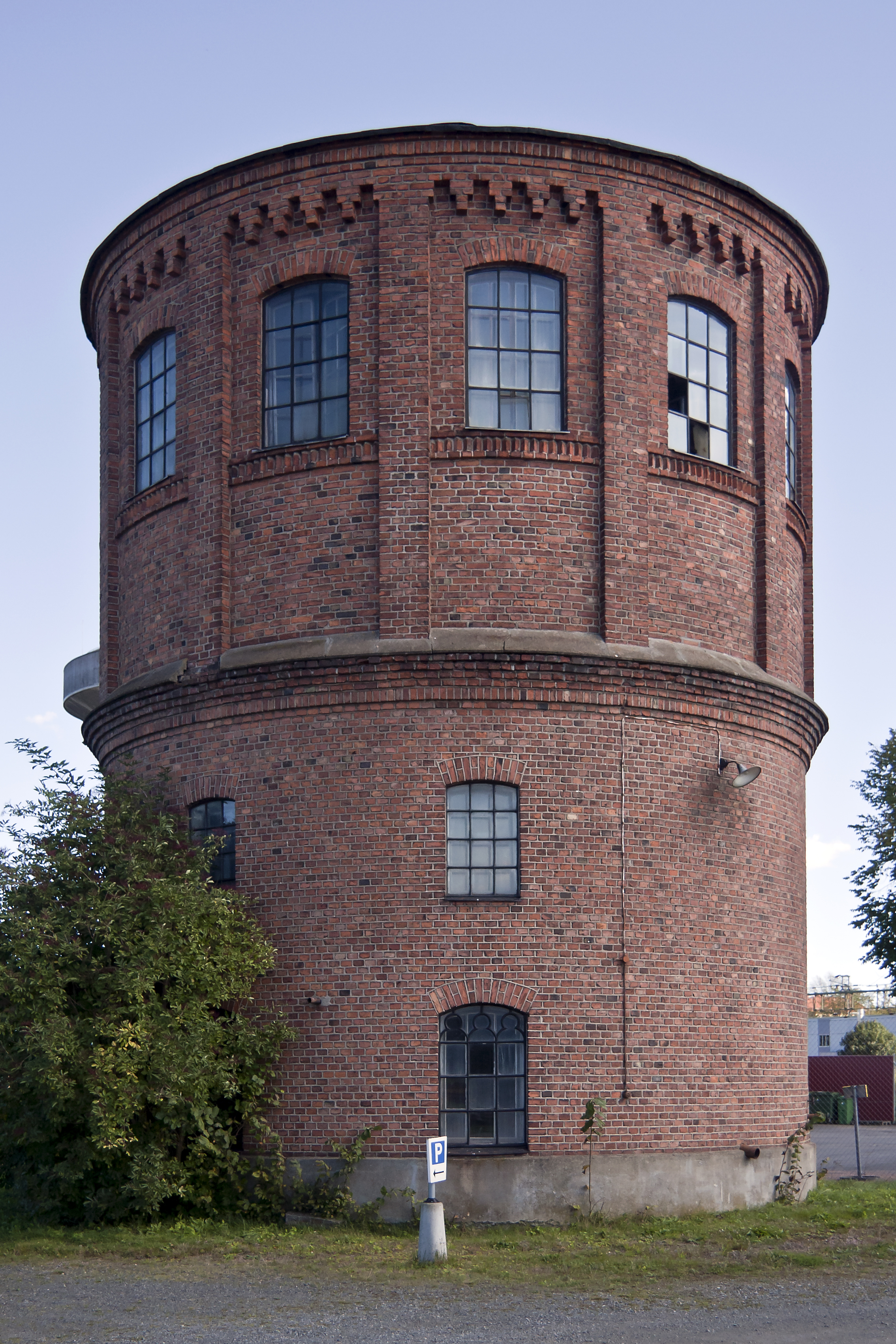
Vattentorn.